# 戸栗和秀
戸栗 和秀（とぐり かずひで、1964年10月11日 - ）は、静岡県富士市出身の元アマチュア野球選手（内野手）、野球指導者。

## 来歴・人物
富士宮北高校卒業後に駒澤大学に進学して硬式野球部に所属。入れ替わりとなるが広瀬哲朗と同じ経歴であった。東都大学野球リーグでは2度のベストナインに選ばれ、1985年春でサイクル安打を放ち、1986年春には首位打者になった。3年上の二塁手が白井一幸で、2年下の野村謙二郎とは二遊間を組み、同期に新谷博がいた。
大学卒業後は、社会人野球のプリンスホテルのチームに入団し、1988年の第14回カナダ・グランドホークス国際野球大会の全日本メンバーに選ばれ、当大会のベストナインにも選ばれた。1990年の都市対抗野球では大会優秀選手に選ばれた。同期に石井丈裕、橋本武広、石井浩郎がいた。
その後、プリンスホテル、駒大でのコーチを経て、埼玉栄高校の監督を8年間務めた。在任中には木村文和らを育てた。
2008年秋からは富士市立吉原商業高校（現：富士市立高校）の監督を務めている。
野球部の投手コーチには中日ドラゴンズで監督を務めていた森繁和の息子で駒大後輩の森弘毅がいた。